# Jean-René Bernaudeau
Jean-René Bernaudeau (Saint-Maurice-le-Girard, 8 luglio 1956) è un dirigente sportivo ed ex ciclista su strada francese.
Professionista dal 1978 al 1988, conta una vittoria di tappa al Giro d'Italia. Dal 2000 è direttore generale del team TotalEnergies (noto in precedenza con altre denominazioni).

## Carriera

### Ciclista
Settimo nella prova su strada dei Giochi olimpici 1976 di Montréal, passa professionista nel 1978 con la Renault-Gitane diretta da Cyrille Guimard e capitanata da Bernard Hinault. Tra aprile e giugno è terzo a sorpresa nella Vuelta a España dominata dalla stella nascente Hinault, al primo successo in un grande giro, e secondo, ancora dietro al campione bretone, nel campionato francese in linea; in luglio prende poi parte alla prima di dieci edizioni consecutive del Tour de France ritirandosi nell'ultima settimana non prima di aver lavorato per il poi vincitore Hinault.
Nel giugno 1979 ottiene il primo successo tra i pro aggiudicandosi la Parigi-Bourges; il mese dopo veste per un giorno la maglia gialla al Tour de France, corsa che conclude con la quinta posizione nella generale, staccato di ben 32 minuti e 43 secondi dal sette volte vincitore di tappa Hinault, e la vittoria della classifica giovani. In agosto si classifica terzo nella prova in linea dei campionati mondiali su strada di Valkenburg, gara vinta da Jan Raas su Dietrich Thurau, sul francese e su Giovanni Battaglin (caduto) dopo una volata a quattro.
Nel 1980 Bernaudeau debutta al Giro d'Italia, trionfando nella terz'ultima frazione, quella con passaggio sul Passo dello Stelvio e arrivo a Sondrio. Nell'occasione la tattica della Renault viene premiata: Hinault manda in fuga Bernaudeau, stacca tutti i rivali sulla salita dello Stelvio, raggiunge il suo "luogotenente" dopo 3 chilometri di discesa e gli concede la vittoria di tappa, andando lui stesso a vestire la maglia rosa (che porterà fino a Milano). Bernaudeau viene da una tragedia: poche settimane prima suo fratello minore è annegato nel lago di Saint-Maurice. Una settimana dopo la fine del Giro si aggiudica quindi la prima di quattro edizioni consecutive del Grand Prix du Midi Libre, mentre al Tour de France si ritira.
Per la stagione 1981 si accasa alla Peugeot-Esso-Michelin, diventandone il capitano. Al Tour de France chiude sesto nella generale e terzo nella classifica scalatori; non si aggiudica tappe, ma è secondo nella frazione con arrivo a Le Pleynet vinta da Hinault. L'anno dopo chiude il Tour in tredicesima piazza, secondo nella classifica scalatori.
Nel 1983, passato alla Wolber-Spidel, è dodicesimo al Giro d'Italia e sesto al Tour de France. Conclude la carriera nel 1987, dopo tre anni nelle file della Fagor e una sola vittoria in quattro stagioni, la sesta tappa del Critérium du Dauphiné Libéré 1985.

### Dirigente
Nel 1991 Bernaudeau avvia una struttura di formazione per i giovani ciclisti della Vandea, la Vendée U. Nel 2000, al fine di gestire una nuova squadra professionistica e continuare l'attività giovanile con la Vendée U, fonda, insieme a Philippe Raimbaud, la società Vendée Cyclisme SA. Raimbaud assume la carica di presidente e manager, mentre Bernaudeau quella di direttore sportivo del team pro, la Bonjour-Toupargel, sponsorizzato dal Groupe Hersant Média, proprietario della Comareg, fornitrice di quotidiani gratuiti, e dalla catena di prodotti surgelati Toupargel, per un budget totale di 10 milioni di franchi. Per comporre l'organico vengono messi sotto contratto ciclisti come Jean-Cyril Robin, Didier Rous e François Simon, mentre nove sono i neoprofessionisti.
Nell'aprile 2004 Raimbaud lascia e la guida della Vendée Cyclisme passa a Bernaudeau, dal 2003 già manager del team professionistico. Intanto si susseguono diversi sponsor: dal 2003 al 2004 Brioches la Boulangère, ditta di prodotti da forno e di pasticceria, dal 2005 Bouygues Télécom al 2010, compagnia telefonica; è del 2005 l'ingresso nel neonato circuito UCI ProTour, la nuova "Serie A" del ciclismo. Sin dal 2003 la squadra è inoltre sostenuta dal consiglio generale del dipartimento della Vandea. Dal 2011 al 2015 primo sponsor è Europcar, dal 2016 la compagnia di energia Direct Énergie, acquisita da Total nel 2018.

## Palmarès
- 1976 (dilettanti)

Circuit des Deux Provinces
- 1979 (Renault-Gitane, due vittorie)

Parigi-Bourges
3ª tappa Tour du Limousin
- 1980 (Renault-Gitane, cinque vittorie)

20ª tappa Giro d'Italia (Cles > Sondrio)
Prologo Grand Prix du Midi Libre
1ª tappa Grand Prix du Midi Libre
Classifica generale Grand Prix du Midi Libre
Tour de Vendée
- 1981 (Peugeot-Esso-Michelin, quattro vittorie)

Grand Prix de Monaco
Classifica generale Tour du Tarn
4ª tappa Grand Prix du Midi Libre
Classifica generale Grand Prix du Midi Libre
- 1982 (Peugeot-Shell-Michelin, tre vittorie)

5ª tappa Tour de Romandie (Delémont > Neuchâtel)
Classifica generale Grand Prix du Midi Libre
Tour de Lorraine
- 1983 (Wolber-Spidel, tre vittorie)

Bol d'or des Monédières
1ª tappa Grand Prix du Midi Libre
Classifica generale Grand Prix du Midi Libre
- 1985 (Fagor, una vittoria)

6ª tappa Critérium du Dauphiné Libéré
- 1986 (Fagor, una vittoria)

La Poly Normande

## Piazzamenti

### Grandi giri
- Giro d'Italia

1980: 12º
1983: 12º
1986: 50º
- Tour de France

1978: ritirato (18ª tappa)
1979: 5º
1980: ritirato (18ª tappa)
1981: 6º
1982: 13º
1983: 6º
1984: ritirato (19ª tappa)
1985: ritirato
1986: 26º
1987: 17º
- Vuelta a España

1978: 3º
1985: ritirato

### Classiche
- Parigi-Roubaix

1979: 29º
1980: 19º
1981: 16º
- Liegi-Bastogne-Liegi

1981: 15º
1983: 19º
1985: 34º

### Competizioni mondiali
- Campionati del mondo

Nürburgring 1978 - In linea: 27º
Valkenburg 1979 - In linea: 3º
Sallanches 1980 - In linea: ritirato
Praga 1981 - In linea: 20º
Altenrhein 1983 - In linea: ritirato
- Giochi olimpici

Montréal 1976 - In linea: 7º